# Panathīnaïkos Athlītikos Omilos 2005-2006 (pallacanestro maschile)
Questa voce raccoglie le informazioni riguardanti il Panathīnaïkos B.C. nelle competizioni ufficiali della stagione 2005-2006.

## Stagione
La stagione 2005-2006 del Panathīnaïkos è la 55ª nel massimo campionato greco di pallacanestro, l'A1 Ethniki.

## Roster
Aggiornato al 22 gennaio 2022.
| Panathīnaïkos 2005-06 | Panathīnaïkos 2005-06 |
| Giocatori             | Staff tecnico         |
| --------------------- | --------------------- |

| N. | Naz.                                               | Ruolo | Nome                    | Anno | Alt.   | Peso   |  |
| -- | -------------------------------------------------- | ----- | ----------------------- | ---- | ------ | ------ |  |
| 4  | Grecia (bandiera)                                  | AP    | Fragkiskos Alvertīs (C) | 1974 | 206 cm | 102 kg |  |
| 5  | Grecia (bandiera)                                  | P     | Giōrgos Kalaitzīs       | 1976 | 195 cm | 95 kg  |  |
| 6  | Grecia (bandiera)                                  | AP    | Dīmītrīs Papanikolaou   | 1977 | 202 cm | 104 kg |  |
| 7  | Slovenia (bandiera)                                | P     | Jaka Lakovič            | 1978 | 186 cm | 84 kg  |  |
| 8  | Stati Uniti (bandiera)                             | AG    | Mike Batiste            | 1977 | 204 cm | 110 kg |  |
| 9  | Germania (bandiera)                                | C     | Patrick Femerling       | 1975 | 214 cm | 116 kg |  |
| 10 | Grecia (bandiera)                                  | G     | Nikos Chatzīvrettas     | 1977 | 196 cm | 94 kg  |  |
| 11 | Grecia (bandiera)                                  | PG    | Vasilīs Spanoulīs       | 1982 | 193 cm | 90 kg  |  |
| 12 | Grecia (bandiera)                                  | C     | Kōstas Tsartsarīs       | 1979 | 210 cm | 116 kg |  |
| 13 | Grecia (bandiera)                                  | P     | Dīmītrīs Diamantidīs    | 1980 | 198 cm | 94 kg  |  |
| 14 | Serbia e Montenegro (bandiera)                     | GA    | Vlado Šćepanović        | 1974 | 198 cm | 102 kg |  |
| 15 | Serbia e Montenegro (bandiera)                     | C     | Dejan Tomašević         | 1973 | 208 cm | 113 kg |  |
| 16 | Serbia e Montenegro (bandiera) · Grecia (bandiera) | AG    | Dušan Šakota            | 1986 | 210 cm | 104 kg |  |
| 18 | Stati Uniti (bandiera)                             | C     | Brandon Hunter          | 1980 | 201 cm | 120 kg |  |
| -  | Grecia (bandiera)                                  | P     | Arīs Tatarounīs         | 1989 | 192 cm | 84 kg  |  |

| Allenatore                                                                                  |
| - Željko Obradović                                                                          |
| Assistente/i                                                                                |
| - Dīmītrīs Itoudīs - Andreas Pistiolīs Legenda - (C) Capitano - (IN) Inattivo - Infortunato |

## Mercato

### Sessione estiva
| Acquisti | Acquisti          | Acquisti | Acquisti   | Acquisti |
| R.       | Nome              | da       | Modalità   |          |
| -------- | ----------------- | -------- | ---------- | -------- |
| PG       | Vasilīs Spanoulīs | Maroussi | definitivo |          |
| C        | Dejan Tomašević   | Valencia | definitivo |          |

| Cessioni | Cessioni             | Cessioni            | Cessioni       | Cessioni |
| R.       | Nome                 | a                   | Modalità       |          |
| -------- | -------------------- | ------------------- | -------------- | -------- |
| G        | İbrahim Kutluay      | Ülkerspor           | fine contratto |          |
| AG       | Darryl Middleton     | Din. S. Pietroburgo | fine contratto |          |
| P        | Vasilīs Xanthopoulos | PAOK Salonicco      | fine contratto |          |
| AG       | Lonny Baxter         | Houston Rockets     | fine contratto |          |

### Dopo l'inizio della stagione
| Acquisti | Acquisti       | Acquisti          | Acquisti     | Acquisti   |
| R.       | Nome           | da                | Data         | Modalità   |
| -------- | -------------- | ----------------- | ------------ | ---------- |
| C        | Brandon Hunter | S. Falls Skyforce | gennaio 2006 | definitivo |

| Cessioni | Cessioni       | Cessioni   | Cessioni      | Cessioni    |
| R.       | Nome           | a          | Data          | Modalità    |
| -------- | -------------- | ---------- | ------------- | ----------- |
| C        | Brandon Hunter | Free agent | febbraio 2006 | rescissione |